# Epitranus castaneus
Epitranus castaneus är en stekelart som beskrevs av Cresson 1865. Epitranus castaneus ingår i släktet Epitranus och familjen bredlårsteklar.
Artens utbredningsområde är Kuba. Inga underarter finns listade i Catalogue of Life.